# Grenács László
Grenács László (Nógrádsáp, 1933. november 16. –‎ ?, 2017. október 16.) magyar születésű belga atomfizikus, a Magyar Tudományos Akadémia külső tagja (2007-ben választották meg).

## Életrajza
Grenács László 1933-ban született Nógrádsápon. Az Eötvös Loránd Tudományegyetemen tanult, még elkészítette szakdolgozatát az ELTE TTK fizikus szakán, de az 1956-os forradalom miatt Belgiumba kellett menekülnie. A Leuveni Katolikus Egyetemen szerzett diplomát, sőt 1964-ben PhD fokozatot is kapott. Tudományos tekintélyét alacsony energiás magspektroszkópiai eredményeivel alapozta meg. Hamarosan részt vett egy szenzációs antineutrínó-mérési eljárásban a negatív müonnal. A tapasztalatokat felhasználva kidolgozott egy technikát polarizált radioaktív atommagok kristályokba történő beültetésére.
Grenács László állandó kapcsolatot tartott a magyar fizikával, előadást tartott az MTA Fizikai Tudományok Osztályának Telegdi Bálintot köszöntő ünnepi tudományos ülésén. 1990-ben és 1999-ben belga díjakat kapott.
Meghívott tanácsadója volt a Francia Atomenergia-bizottságnak és tagja a CERN Tudományos Tanácsának. II. Albert belga király a Korona Rend Nagy Tisztjévé nevezte ki.
2017. október 16-án hunyt el Leuvenben,[forrás?] Belgiumban, 84 évesen.

## Fordítás
Ez a szócikk részben vagy egészben  a   László Grenács című eszperantó Wikipédia-szócikk ezen változatának fordításán alapul.  Az eredeti cikk szerkesztőit annak laptörténete sorolja fel. Ez a jelzés csupán a megfogalmazás eredetét és a szerzői jogokat jelzi, nem szolgál a cikkben szereplő információk forrásmegjelöléseként.